# Stenochilidae
Los estenoquílidos (Stenochilidae) son una familia de arañas araneomorfas, que forman parte de la superfamilia de los palpimanoideos (Palpimanoidea), junto a Huttoniidae y Palpimanidae. Todas las especies producen seda no cribelada.

## Sistemática
Con la información recogida hasta el 31 de diciembre de 2011, Stenochilidae cuenta con 13 especies descritas, distribuidas en el sureste de Asia, comprendidas en 2 géneros:
- Colopea Simon, 1893
- Stenochilus O. P.-Cambridge, 1870